# Heinz Szkibik
Heinz Szkibik (* 10. November 1920 in Altenburg; † 21. März 2000 in Berlin) war ein deutscher Rechtswissenschaftler. Schwerpunkt seiner wissenschaftlichen Arbeit war der Strafvollzug.

## Leben
Heinz Szkibik wurde als Sohn des Tischlers Paul Szkibik und seiner Ehefrau Rosa Szkibik, geborene Hildebrandt, in Altenburg/Thüringen geboren. Nach dem Besuch der Volksschule, einem vierjährigen Besuch des Realgymnasiums und einem einjährigen Besuch der Handelsschule erlernte er den Beruf eines Großhandelskaufmanns. Von 1939 bis 1945 war er Angehöriger der Wehrmacht. Nach seiner Rückkehr aus der Kriegsgefangenschaft fand er eine Anstellung im Staatsapparat. Er war Mitarbeiter und dann später Leiter der Preisstelle beim Rat der Stadt Altenburg. Von 1949 bis 1950 absolvierte er einen Einjahreslehrgang an der Deutschen Verwaltungsakademie "Walter Ulbricht" Bereich Finanzwesen.
1950 zog die Familie nach Berlin und er wechselte in das Ministerium des Innern (MdI) der DDR. Dort wurde er nach  kurzer Zeit im Bereich Strafvollzug eingesetzt. Gleichzeitig absolvierte er als Fernstudent ein Studium der Rechtswissenschaften. Sein juristisches Staatsexamen schloss er im Februar 1958 mit der Note „gut“ ab.
In den Jahren 1959/60 war er Leiter einer Justizvollzugsanstalt. 1960 schied Heinz Szkibik aus dem MdI aus und begann eine Tätigkeit als wissenschaftlicher Mitarbeiter für Strafvollzug am Institut für Strafrecht an der Juristischen Fakultät der Martin-Luther-Universität Halle-Wittenberg in Halle. In dieser Zeit hielt er Vorlesungen an den Universitäten Halle, Jena und Leipzig. Er war Vorsitzender der Forschungsgruppe Strafvollzug.
1966 promovierte Heinz Szkibik mit magna cum laude zum Thema „Grundfragen des Vollzuges der Freiheitsstrafe in der Deutschen Demokratischen Republik (DDR) unter besonderer Berücksichtigung der Rolle der Arbeit und ihrer Ausgestaltung bei der Erziehung erwachsener Strafgefangener“. Von 1967 bis 1969 arbeitete er als wissenschaftlicher Mitarbeiter an der Karl-Marx-Universität Leipzig. Bereits im September 1969 wechselte er an die Humboldt-Universität zu Berlin. Im selben Jahr erhielt er dort die Lehrbefähigung (Facultas Docendi). Mit Wirkung vom 1. Juni 1970 wurde er vom Minister für Hoch- und Fachschulwesen der DDR zum Hochschuldozenten für Strafvollzugsrecht an der Humboldt-Universität zu Berlin berufen. Nach einem langen Leben für die Strafvollzugswissenschaft wurde er im September 1986 emeritiert.
Heinz Szkibik verstarb am 21. März 2000 nach langer, schwerer Krankheit im Kreise seiner Familie.

## Wissenschaftliche Ausrichtung
Sein Wirken in Lehre und Forschung sah Heinz Szkibik in Übereinstimmung mit den grundlegenden Gedanken und Erfahrungen von Albert Krebs. Er war davon überzeugt, dass für die Entwicklung und die weitere Ausgestaltung der sozialistischen Gesellschaft in der DDR nicht nur die Erziehung straffällig gewordener Menschen durch Arbeit, sondern auch der sich an den Vollzug einer Freiheitsstrafe anschließende Wiedereingliederungsprozess eine gesamtgesellschaftliche Aufgabe ist.

## Nachlass
Seine private Bibliothek, die Schriften zum Strafvollzug und (Straf-)Recht aus der Deutschen Demokratischen Republik, darunter auch von ihm in seiner Zeit als Hochschullehrer betreute Diplomarbeiten, enthält, hinterließ er der Albert-Krebs-Bibliothek in Wiesbaden, die vom Förderkreis für Strafvollzugsforschung und Straffälligenhilfe e.V. unterhalten wird. Der Nachlass ist über den Online-Katalog des Förderkreises recherchierbar.

## Schriften
- Grundfragen des Vollzuges der Freiheitsstrafe in der Deutschen Demokratischen Republik unter besonderer Berücksichtigung der Rolle der Arbeit und ihrer Ausgestaltung bei der Erziehung erwachsener Strafgefangener. Univ. Halle, 1966, DNB 481399410.
- Sozialistischer Strafvollzug. Staatsverlag der DDR, 1969, DNB 576615471.
- Autorenkollektiv: Die Pflichten und Rechte der Strafgefangenen im sozialistischen Strafvollzug der Deutschen Demokratischen Republik. Ministerium des Innern, Berlin 1974, DNB 369285093.
- Autorenkollektiv: Besonderheiten des Strafvollzugs an Jugendlichen. Ministerium des Innern, 1982.